# Politisk klass

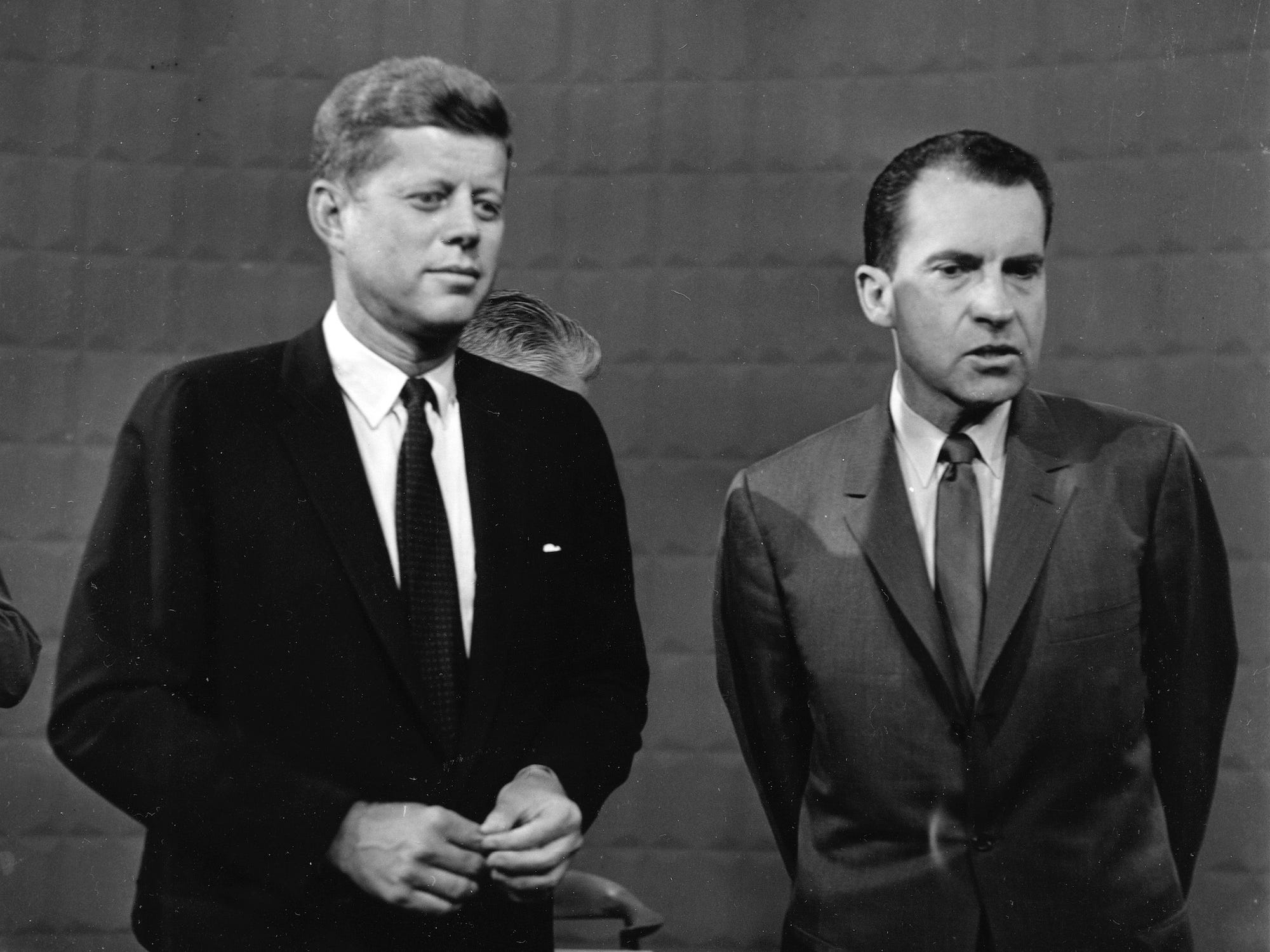
Kennedy mot Nixon (1960)

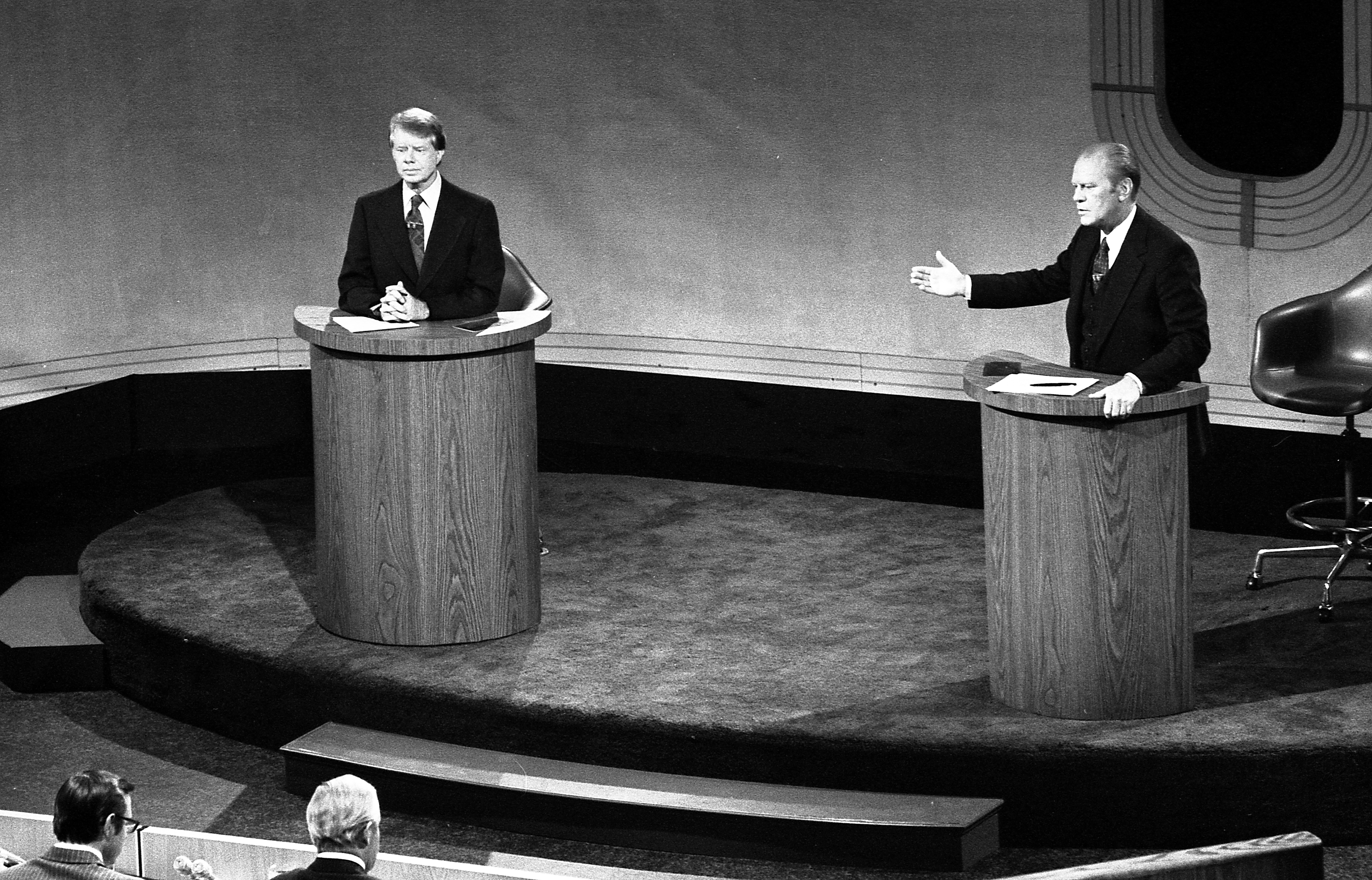
President Ford och Jimmy Carter debatterar

Politisk klass eller politisk elit avser i förekommande fall en grupp människor i ett samhälle som innehar den politiska makten där det politiska engagemanget är professionaliserat; en grupp yrkespolitiker som sinsemellan tillhör olika politiska partier; en politiskt styrande elit som regerar över den större befolkningen och som inte har en annan än politisk karriär. Den politiska klassen som fenomen anses, åtminstone hos konservativa tänkare som Roger Scruton, bli alltmera viktig i moderna demokratier, och motsvarar det som under perioder under 1900-talet kunde kallas "etablissemanget".  Det kontrasteras då inte enbart mot folket, utan också mot klassen media, det vill säga den yrkesgrupp som ägnar sig åt journalistik och medial samhällsanalys.

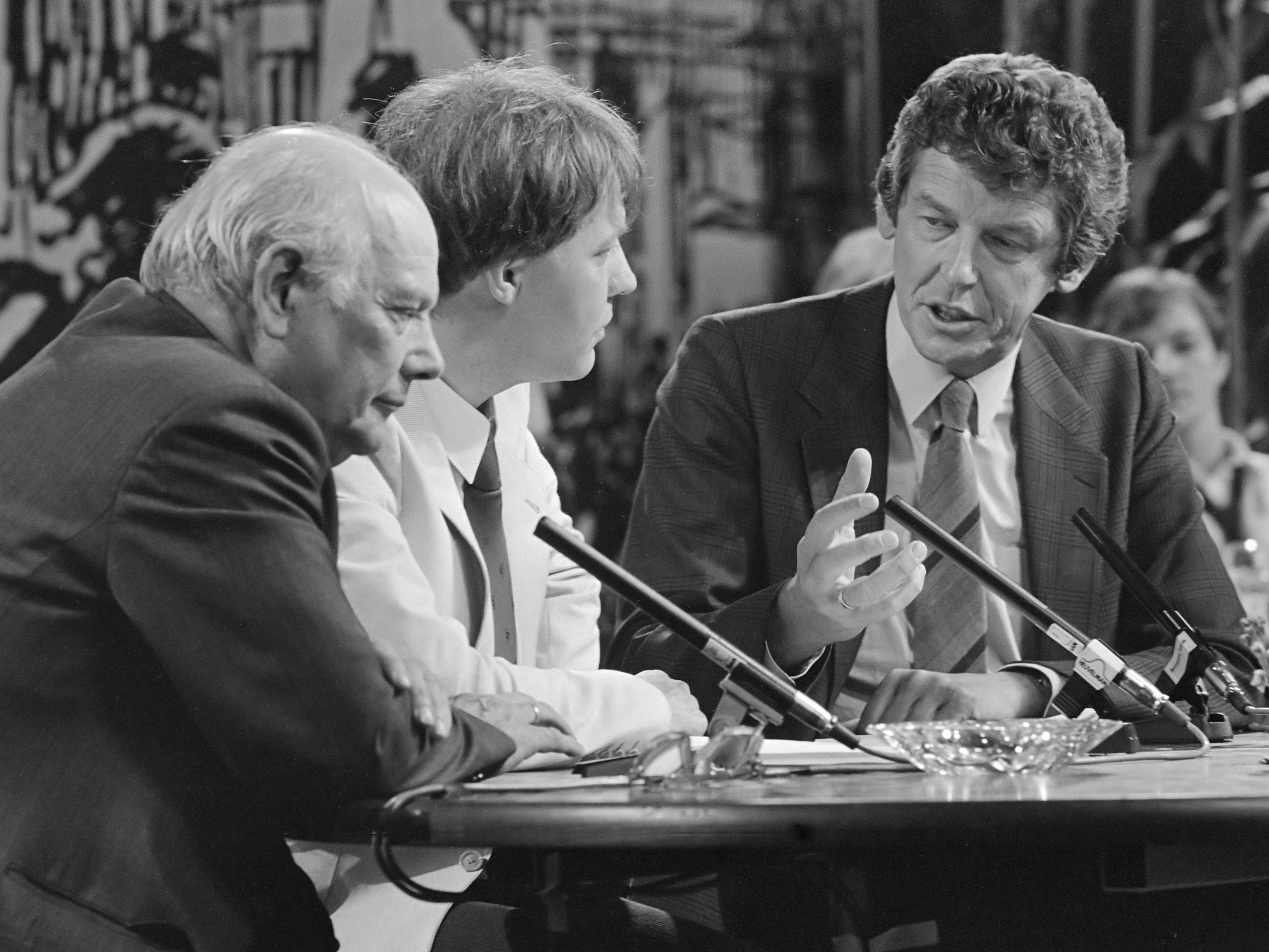
Wim Kok debatterar Joop den Uyl

## Begreppshistoria
Termen myntades av Gaetano Mosca i dennes analys av Hippolyte Taines analys av franska revolutionen. En sådan klassdefinition skiljer sig från den marxistiska som ser till de ekonomiska intressena hos grupper för klassindelning. Begreppet i Moscas arbete om detta, Elementi di Scienza Politica, översätts till engelska omväxlande med "ruling class", "härskarklass", vilket är en benämning som föregår Moscas teorier. Italienaren Mosca, som hade vissa sympatier med sin samtids fascism, avsåg ett samhällsfenomen som hans landsman och likasinnade Vilfredo Pareto föredrog att kalla "eliter", vilka i båda fallen enligt Antonio Gramsci kan definieras som den intellektuella kategorin av den dominanta gruppen i samhället. Mosca själv hävdade att det i alla samhällen i alla tider uppträder två samhällsklasser: en politisk klass som regerar och en klass som regeras. Den politiska klassen, som alltid består av ett förhållandevis ringa antal personer, utför alla politiska funktioner, monopoliserar makten, och åtnjuter maktens fördelar. Den regerade klassen som utgör flertalet regeras enligt Moscas mening med laga kraft och mer godtyckligt och våldsamt. I den politiska klassen, menade Mosca, finns alltid en ledare. Inte heller den representativa demokratin kan befria sig från uppkomsten av en politisk klass, hävdade Mosca. Vid valet av representanter skulle det alltid vara ett urval baserat på överväganden om förmögenhet, gemensamma ekonomiska intressen, familjeband, religion, ideologi och politiskt innehåll, klass och sekteristiska frågor, vilket enligt Moscas mening skulle innebära att de som avsåg att representera majoriteten alltid skulle åtskiljas från dessa.
Redan Platon talade om den politiska härskarklassen; Sokrates idealstat var en stat som så när som på religiösa och moraliska påbud regerades av en bildad härskarklass. En sådan härskarklass skulle enligt Sokrates sträva efter att ena folket och förena olika samhällsklasser. Två förhållningssätt till sådan social ojämlikhet kan spåras till antiken; en konservativ uppfattning att olikheter är naturgivna och ofrånkomliga, och en radikal uppfattning att detta i grund och botten är orättvisa; Platons uppfattning var att det bara var möjligt med social jämlikhet vad beträffar materiell rikedom och möjligheten att tillförskaffa sig sådan, medan heder och makt endast var möjlig för väktarnas härskarklass.
I Frankrike har den politiska klassen en hävdvunnen plats, vilket kan belysas med titeln énarque, vilket åsyftar en alumn från elituniversitetet École Nationale d’Administration som utbildar unga som ämnar sig en karriär inom den offentliga förvaltningen. I Storbritannien brukar det anmärkas att parlamentsledamöter från Labour party i första hand tillhör den politiska klassen vilken aldrig haft en annan karriär än den politiska, utan att parlamentsledamöterna hämtas från lokalpolitiken, Labourrelaterade NGO, offentlig förvaltning, tankesmedjor, partigrupper och -föreningar, samt så kallade quangos (quasi-autonomous non-governmental organisation). Scruton framhåller en skillnad mellan den politiska klassen i moderna demokratier, som får sin sociala position genom det politiska inflytandet, och äldre tiders härskarklasser, som hade politisk makt genom sin sociala position.

## I demokratier
Den politiska klassen har i tilltagande grad som grupp betraktad blivit föremål för offentliga angrepp i moderna demokratier. Begreppet används sålunda bland annat för att peka på likheter mellan politiker från olika politiska partier och olika länder vad gäller karriärväg, och därmed skillnaden mellan denna grupp och det regerade folket. Med politisk klass menas då aktiva partimedlemmar med politiska uppdrag, högre och politiskt tillsatta ämbetsmän inom offentlig förvaltning, aktivister, i förekommande fall (som USA) finansiärer, och politisk infotainment.

### Skifte av fokus
Med begreppet "politisk klass" flyttas fokuset från olikheterna mellan partier, vilket var ett dominerande synsätt under mitten av 1900-talet, till att fokusera på en eventuell polarisation mellan härskarklass och folk. En teori till att begreppet fått ökad spridning under 2000-talet, långt efter Moscas död, är att folket inte längre är lika politiskt polariserat varmed det inte längre är adekvat för de politiska partierna under rådande val att heller vara det (och att politikerna rör sig mot mitten). Det finns emellertid studier från USA som visat att både folket och de politiska partierna sinsemellan blivit mer polariserade, och att trots detta upplever en stor andel amerikaner främlingskap inför de politiker som ska representera dem, jämför folkrepresentation.

## Suzanne Infeld Kellers teorier
Enligt Suzanne Infeld Keller (1991) kan den strategiska eliten (härskarklassen) särskilja sig från folket genom fyra samhällsprocesser: (a)  att befolkningen växer i storlek, (b) yrkesspecialiceringen ökar, (c) byrkåkratin ökar, och (d) en ökad moralisk diversifiering i samhället. Om dessa processer föreligger ökar antalet eliter, de blir mera olika varandra och mera autonoma. Dock kommer alltid härskarklassen att vara en liten minoritet av samhället, jämför Sovjetunionens nomenklatura. Suzanne Infeld Keller menar å andra sidan att det endast i u-länder antas att den politiska eliten själva avgör det politiska innehållet. I i-länder, menar hon, står det däremot klart att beslutsfattarna samspelar med akademiker, ingenjörer, utbildare med flera.